# Step by step (浜崎あゆみの曲)
「Step by step」（ステップ・バイ・ステップ）は、浜崎あゆみのデジタル・ダウンロードシングル。

## 解説
シングルとしては、2014年の「Zutto.../Last minute/Walk」以来、約半年ぶりとなり、デジタルシングルとしては、2014年の「Hello new me」以来、約1年6ヶ月ぶりとなる。
またハイレゾ配信を取り扱うmora等では、「Step by step」のハイレゾVer.と「July 1st」のハイレゾVer.が配信された。

## 収録曲
1. Step by step [4:38]
words : ayumi hamasaki / composition : Tetsuya Yukumi / arrangement : Yuta Nakano
NHK総合テレビジョン ドラマ10『美女と男子』主題歌
2. July 1st [4:20]
ハイレゾ配信盤のみ収録

## 収録アルバム
- Step by step
  - 『sixxxxxx』

## 収録ライブ映像
- Step by step
  - 『ayumi hamasaki ARENA TOUR 2015 A Cirque de Minuit 〜真夜中のサーカス〜 The FINAL』